# Brianna Wu
Brianna Wu (nascida em 6 de julho de 1977) é uma desenvolvedora estadunidense de jogos eletrônicos e programadora de computadores. Ela cofundou, em Boston, Massachusetts, a Giant Spacekat, um estúdio independente de desenvolvimento de jogos eletrônicos, com Amanda Warner. É também blogueira e podcaster sobre questões relacionadas com a indústria de jogos eletrônicos e, sem lograr êxito, concorreu ao cargo de deputada estadual pelo Massachusetts no 8º distrito congressional.

## Visões políticas
Desde o início do conflito em Gaza, Wu tem recebido atenção da mídia por seu forte apoio a Israel. Ela argumentou no The Boston Globe que "meus colegas de esquerda estão traindo nossos aliados judeus" e que "o antissemitismo casual que eu ignorava em espaços progressistas tornou-se impossível de ignorar".
Wu afirmou que os esforços do movimento transgênero para incluir mulheres transgênero nos esportes femininos, o que ela considera um exagero, ajudaram involuntariamente as iniciativas republicanas antitrans a obter mais apoio político.

## Vida pessoal
Em 2008, casou-se com Frank Wu, quatro vezes vencedor do Hugo Award for Best Fan Artist. Em 2020, ela e Cenk Uygur cofundaram o Rebellion PAC, um comitê de ação política com foco na veiculação de anúncios em oposição a Donald Trump e em apoio a iniciativas progressistas de mobilização de eleitores. Ela é uma mulher trans.